# Smilovci
Pour les articles homonymes, voir Smilovtsi.
Smilovci (en serbe cyrillique et en bulgare : Смиловци) est un village de Serbie situé dans la municipalité de Dimitrovgrad, district de Pirot. Au recensement de 2011, il comptait 114 habitants.

## Démographie

### Évolution historique de la population
| 1948 | 1953 | 1961 | 1971 | 1981 | 1991 | 2002 | 2011 |
| ---- | ---- | ---- | ---- | ---- | ---- | ---- | ---- |
| 964  | 939  | 762  | 513  | 403  | 298  | 163  | 114  |

|  |